# Humana
Humana Inc. (NYSE : HUM), fondée en 1961 à Louisville dans le Kentucky fait partie des 500 plus importantes entreprises des États-Unis (Fortune 500). Elle propose des services d'assurances dans la santé et dispose d'environ 11,5 millions de clients dans le pays. Humana emploie plus de 20 000 employés à travers tout le pays. À l'extérieur du pays, elle est présente à Puerto Rico et dispose d'intérêts en Europe.

## Histoire
La compagnie fut fondée en 1961 par David Jones et Wendell Cherry en tant que nurserie. À l'époque, la société était connue sous le nom de Extendicare qui devint la plus importante compagnie du domaine dans le pays. La compagnie diversifia ensuite ses activités dans le domaine hospitalier en devenant un leader de niveau mondial dans les années 1980. Le nom Humana date de 1974. En 1978, elle fusionna avec American Medicorp Inc.
C'est en 1984 que la compagnie se lança dans l'assurance santé à la suite de modifications dans le fonctionnement du système de soins de santé dans le pays au début des années 1980. Durant les années 1990 et 2000, la compagnie a réalisé de nombreux rachats de compagnies partout aux États-Unis.
En mars 2015, Humana vend sa filiale Concentra, spécialisée dans les centres d'urgences et de physiothérapie à des fonds d'investissement.
En juin 2015, Humana est en discussion avec Aetna pour un rachat par ce dernier, dans le même temps Cigna a fait une offre d'acquisition sur Humana alors qu'il est lui-même l'objet d'une offre d'acquisition par Anthem.
En juillet 2015, Aetna fait une offre d'acquisition, en action et en liquidité, de 37 milliards de dollars sur Humana, une entreprise d'assurance américaine. En juillet 2016, l'opération est bloquée par les autorités de la concurrence américaine, au même titre que l'acquisition de Cigna par Anthem.
En décembre 2017, Humana avec des fonds d'investissement annonce l'acquisition de Kindred Healthcare pour 782 millions de dollars, montant qui si on inclut la reprise de dette monte à 4 milliards de dollars. En avril 2018, Humana, avec des fonds d'investissements, annonce l'acquisition de Curo Health pour 1,4 milliard de dollars, dans le but de fusionner ce dernier avec Kindred Healthcare.
En avril 2021, Humana annonce l'acquisition de la participation de 60 % qu'il ne détient pas dans Kindrerd Healthcare pour 5,7 milliards de dollars.

## Principaux actionnaires
Au 22 avril 2020.
| Capital Research & Management -II- | 7,60% |
| The Vanguard Group                 | 7,54% |
| Capital Research & Management -GO- | 5,93% |
| SSgA Funds Managemen               | 4,37% |
| Fidelity Management & Research     | 4,26% |
| Capital Research & Management -WI- | 3,93% |
| BlackRock Fund Advisors            | 2,59% |
| Friess Associates                  | 2,48% |
| Renaissance Technologies           | 2,23% |
| Cambiar Investors                  | 1,93% |

## Localisation

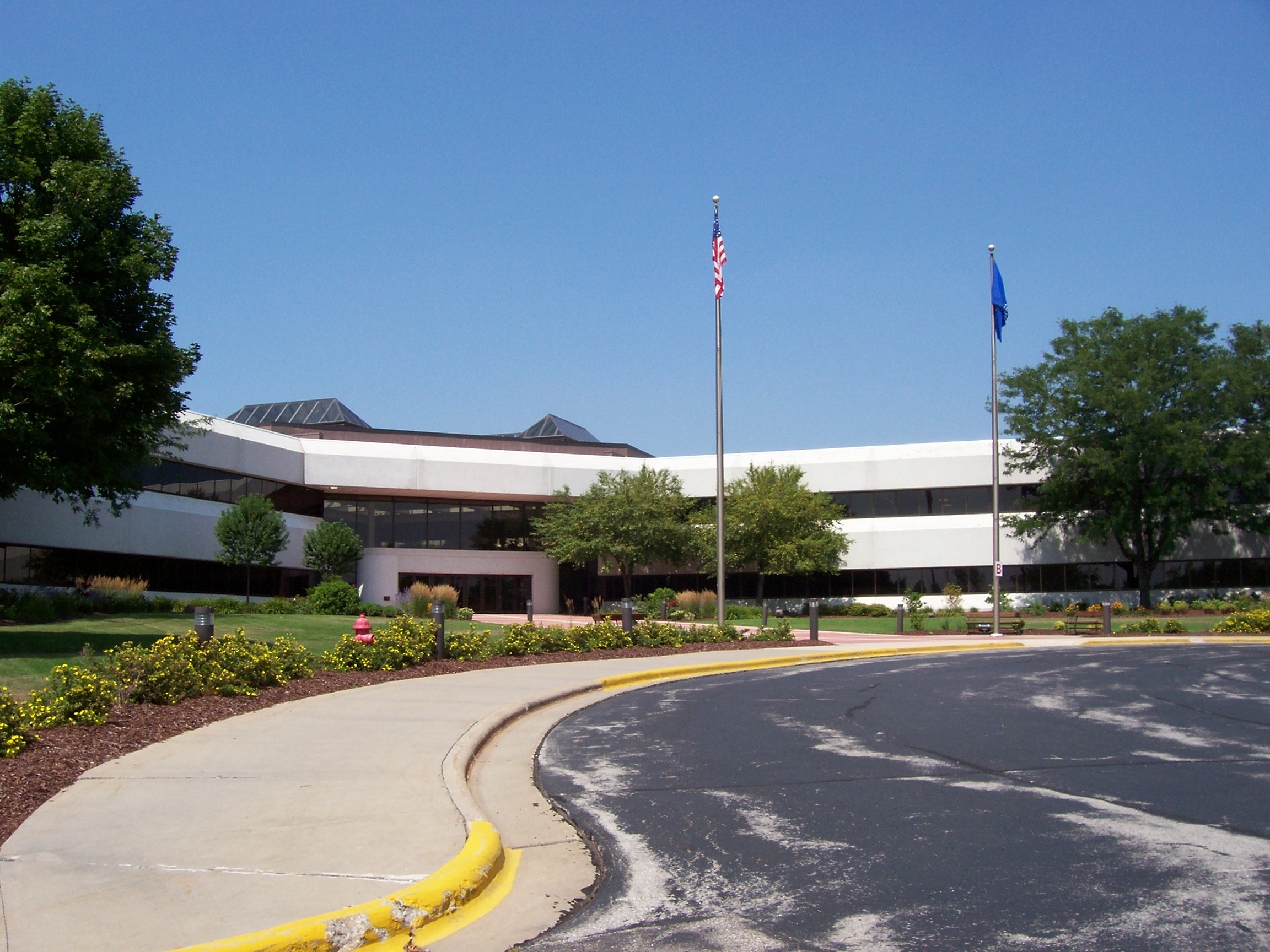
Succursale à De Pere (Wisconsin).

Le siège de la société se situe dans le Humana Building à Louisville (Kentucky) depuis 1985. Elle possède toutefois d'autres bureaux dans cette ville où elle emploie environ 8 500 travailleurs. Elle y aide et finance diverses activités philanthropiques comme le festival  Humana Festival of New American Plays.

## Mentions dans un documentaire
Cette société est citée dans le film documentaire de Michael Moore Sicko, sorti en 2007, comme étant une compagnie d'assurances santé très peu scrupuleuse quant à ses pratiques de remboursements des frais médicaux de ses clients.